# Львівська говірка
Льві́вська гові́рка, також льві́вський субдіалект, льві́вська ґва́ра (пол. gwara lwowska, gwara lwiwska) — міська говірка, урбаністичний лінгвофеномен, сформований у Львові внаслідок змішання південно-західних говорів української та польської мов, зі значними домішками німецької та єврейської лексик за часів австрійського й польського правлінь.
Була популярною в батярів. На думку деяких польських дослідників, «культурний» складник південнокреського діалекту польської мови на відміну від «плебейського» складника — «балаку».
Львівську ґвару інколи поділяють на три основи: українську, польську та єврейську — відповідно до переважання запозичень з певної мови.

## Історія

Карикатура на Тонька і Щепка

Львівська ґвара виникла за часів Австро-Угорщини, проте найбільшого розквіту досягла в першій половині ХХ століття, коли Львів належав до Польської республіки. Вона популяризувалася на всю країну завдяки розвитку радіо й газет. У 1920-х—1930-х роках її використовували, зокрема Вітольд Шольгіна (пол. Witold Szolginia, автор книг про Львів, сценарист Львівського польського радіо), Мар'ян Гемар (поетом, сатириком, піснярем), Адам Голянек (письменником-фантастом, публіцистом). Говіркою з 1933 до 1939 року виходила до загальнопольського етеру регулярна популярна програма львівського радіо «На веселій львівській хвилі» (пол. Wesoła lwowska fala), яку вели її автори — польські актори Генрик Фоґельфанґер (Тонько) та Казімєж Вайда (Щепцьо). Також вони написали пісню «Тільку ві Львові».
Після Другої світової війни, коли більшість населення міста винищено, депортована чи переселена, ґвара поступово виходила з ужитку у Львові, де сьогодні трапляється лише фрагментарно, витісняючись літературною українською мовою. Зокрема репатріанти зі Львова використовували говірку в західних районах Польщі, куди їх масово переселяли, а також у текстах вихідців з Галичини, прикладом якого може служити «дрогобицька дилогія» Анджея Хцюка: «Атлантида» та «Місяцева земля» [Архівовано 16 жовтня 2012 у Wayback Machine.].
У 2000-х стали помітними заходи, спрямовані на збереження та відродження ґвари у Львові. Так, 2002 року вийшла збірка «Тильку ві Львові» Віктора Морозова та Батяр-Бенду «Галичина», до репертуару якого ввійшли переспівані говіркою пісні львівських батярів.

## Дослідження
Часопис «Ї» у № 36* за 2004 опублікував словник львівської говірки. Це був перший словник львівської ґвари, перекладений українською мовою.
2009 року колективом авторок була видана книжка «Лексикон львівський: поважно і на жарт», у якій опубліковані дослідження не тільки львівської ґвари, а й повсякденної мови львів'ян ХХ століття. Також подано словник. Книжка стала володаркою Гран-прі «Найкраща книга 16 Форуму видавців».
У «Видавництві Старого Лева» 2013 року видано «Ґвара. Автентична львівська абетка» з ілюстраціями Гриці Ерде.

## Приклади
Приклад тексту з використанням львівської ґвари на українській основі:
|  | ... Старий мій ни роби, вчорай був в магістраті за роботую. Казали му метрику на польске принести, ту дадут паньствову пусаду: вулиці замітати. «А наразє руботи для кабанув німа!» А нидучикані ваши! Ней вас Памбіх скари! Абисьти нугами пунатєгали! Жибисьти скапали, як свічка! Жибисьти го призидентум зрубили, то метрикі на ваши ни пиринисе! Я сі ни хвалю, Павлова, али я ни з тих, жиби за пару шустук цапуви душу занесла. Я ни Юуцька, жи за пуліцая вийшла! А то ферняк на ґвінт, вибалуши сліпакі, накрути куркоцьонґів, шнуруї як ґрабіна. І мисли, жи Бога за ноги злапала — пані пустирункова. Морда на глянц, шпануї на теби з вінкля і — «Пу хамску до мні ні балакаць!» |

Приклади використання львівської ґвари в сучасних текстах:
|  | … — Але пан Зеньо вже не слухав свого кумпля і зовсім не тому, же му було неінтересно, так направду дуже любив він родину пана Стефця, і бахорів і малжонку, певно навіть більше за самого пана Стефця. Та шо там повідати, пані Ганю Зеньо взагалі вважав святою кубітою, бо хто би то ше міг терпіти отого бельбаса? І мушу вас запевнити же в жадній другій ситуації пан Зеник би си не позволив отак нахабно пускати повз вуха, шо повів синек пану Стефку. Але тут була особлива оказія. До кнайпи впевненою ходою з гордо піднятою головою і випнутими цицьками зайшла пані Стася. |

|  | … — Моє шанування, пане Зеню, — відповів високий, з прилизаним волоссям, добрими очима і кайзерівськими вусами, кельнер, — та Ви знаєте як то є, як йно тілько на дворі холодає, то в нас в кнайпі натихмісць Ташкєнт ся зачинає. Але для Вас то зопевні же столик ся знайде! А як нє, то зараз шмаркачів тотих коло стіни розрахую, бо їм і так, я виджу, ше зо́ три кєлішка то́му вже до́ста було. Мусите хвильку хіба коло бару зачекати. Можу Вам за той час запропонувати якого пива? — Нє, Ромцю, то ше заскоро на пиво, тре перше ся зігріти. Дай мені тего твого ромашкового чаю, — відповів пан Зеник і підморгнув, — але вляй там добряче рому, аби пальці на ногах відійшли троха від морозу. |